# Імпровізовані бронемашини російсько-української війни (з 2014)

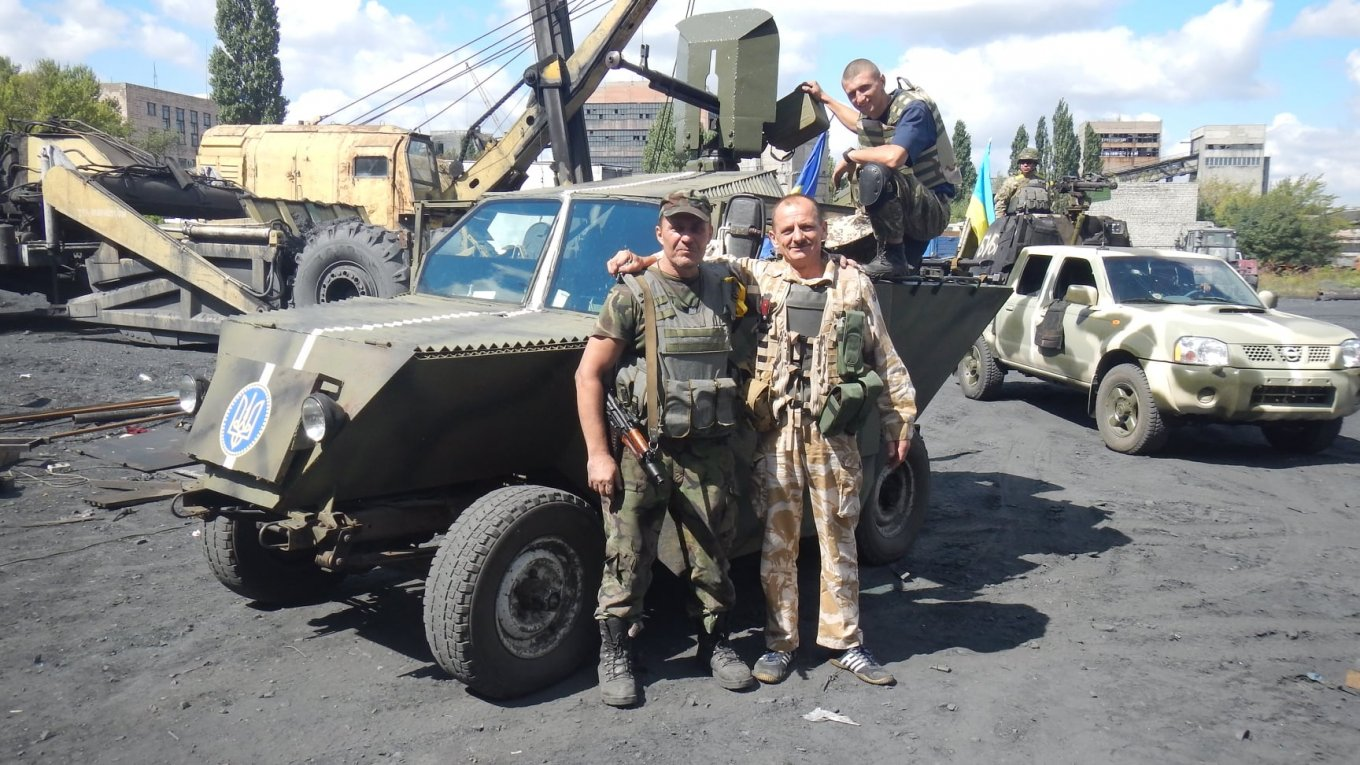
«Коник»

В 2014 році з початком війни на сході України доволі швидко виплив низький рівень оснащення ЗСУ, тож волонтери та воїни почали будувати імпровізовані броньовані машини для ЗСУ самостійно.
В основному, машини є кустарно броньованими, але деякі заводи намагались поспіхово створити бронемашини самотужки.

## «Народні панцерники»
2021 року вийшла в світ книга військового журналіста, підполковника ЗСУ Сергія Камінського під назвою «Народні панцерники», де було зібрано історії 75 різних бронемашин, зроблених волонтерами та військовими на базі цивільних авто чи армійських неброньованих автомобілів.

## Відомі машини

### «Бандеромобіль»
Ніжинський ГАЗ-66 «Бандеромобіль» став першим панцерником, який отримав цю символічну назву, дану самим Сергієм Камінським. Згодом ця назва стала загальною та поширилась на українську імпровізовану техніку в цілому, як з українського боку, так і з російського.

### «Коник»
УАЗ-469 «Коник» (відомий також під назвами «Скорпіон» та «Жаба») був створений наприкінці липня 2014 реставратором військової техніки Володимиром Пацерою. Він оснащений композитною бронею, що складається з двох 4-мм листів заліза, між якими 20-мм кутики з раціональними кутами. За словами авторів, такий захист не пробивався з 20 метрів бронебійною кулею АК-74. Оснащений кулеметом ДШК. Машину було помічено на горі Карачун, згодом вона воювала в Дебальцевому, вижила та була представлена на виставці, присвяченій виданню книги.

### «Пряник»

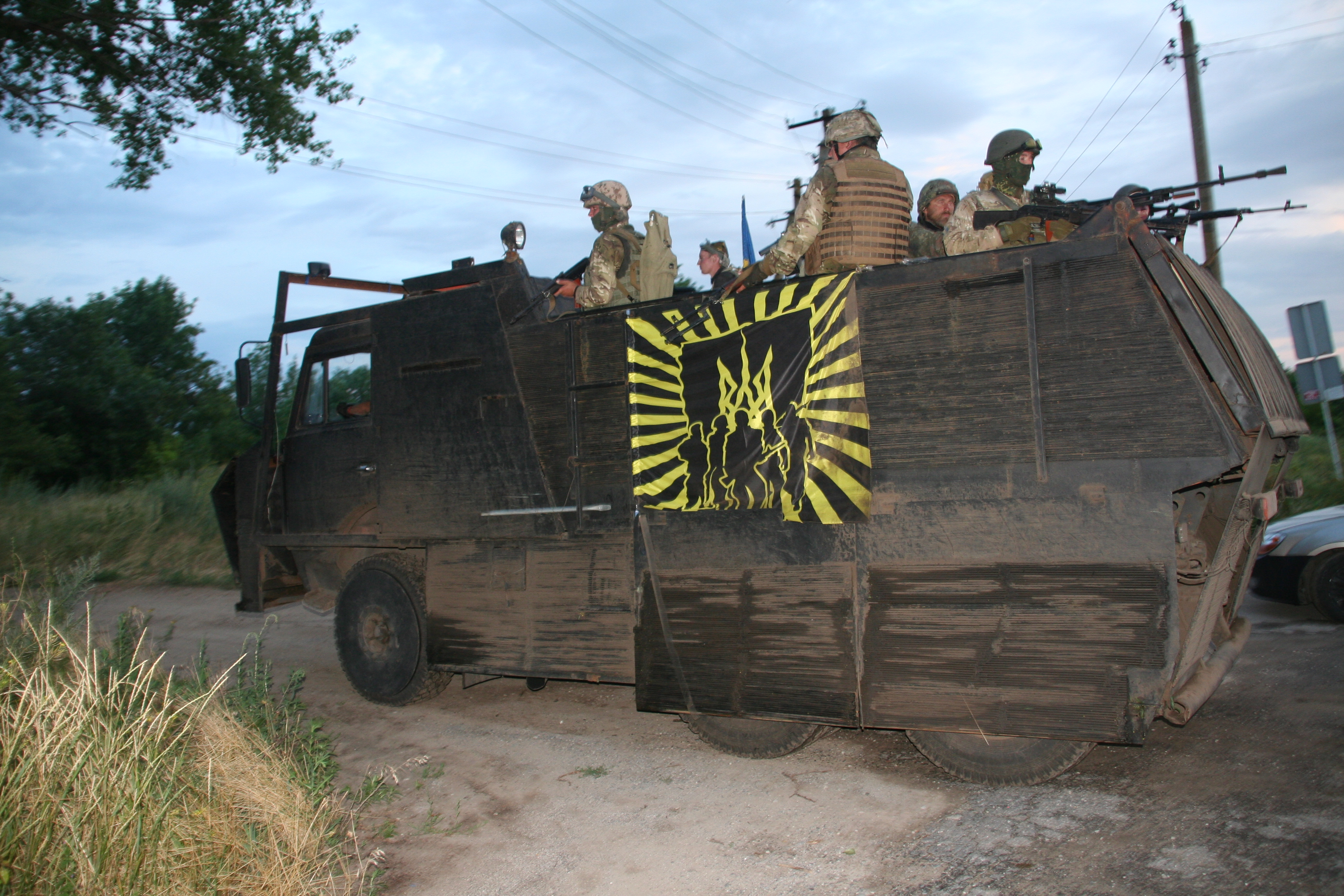
Азовський «Пряник»

Гантрак на базі КамАЗ-5320, «Пряник» був створений навесні 2014 батальйоном «Азов», звільняв Маріуполь від сепаратистів.

### «Гранд-джихад»
КамАЗ-5320 «Гранд-джихад» бронювався на території аеропорту «Маріуполь» добровольцями батальйону «Дніпро-1», натхненний «Пряником». Згодом штурмпанцер потрапив до рук сепаратистів, які були приголомшені цим «диким тюнінгом по-українськи». Названо машину за аналогією з всесвітньо відомими броньовиками «Ісламської Держави».

### «Черепашки-ніндзя»
Кілька УАЗ-452 були модифіковані Миколаївським тепловозоремонтним заводом та передані до ДПСУ. Один із автомобілів зрештою було передано до експозиції «Український Схід». За словами заступника голови прикордонної служби Сергія Сердюка, цей броньовик доставляв боєприпаси та евакуював поранених.

### «Тортіла»

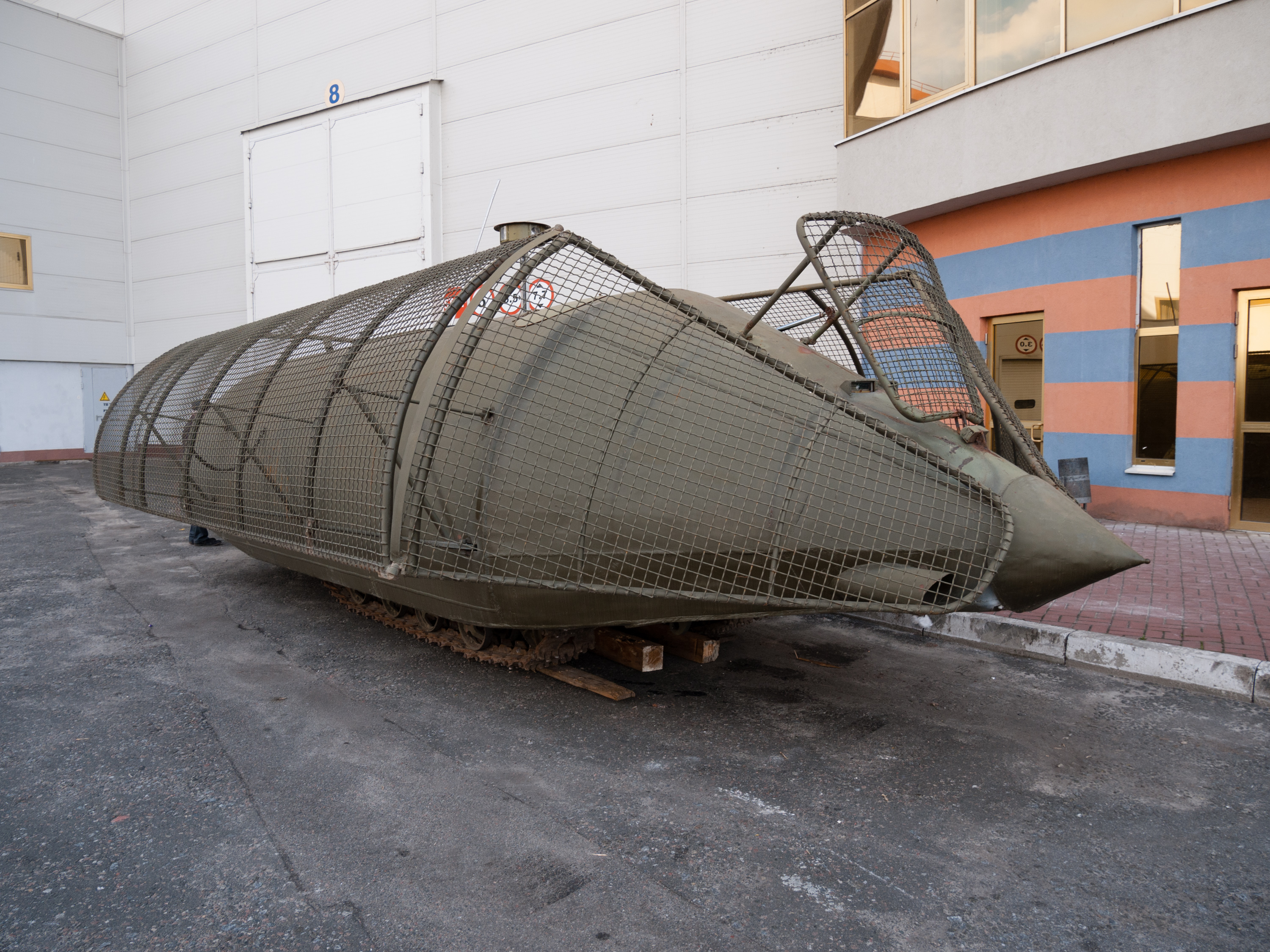
«Тортіла»

Фермер Борис Ткач, чиї розробки, за повідомленням УП, використовувались під час ліквідації наслідків аварії на ЧАЕС, розробив дивну гусеничну бронемашину на основі трактора Т-150 з корпусом із цистерни. Туди винахідник встановив двигун від МАЗа, поставив шість додаткових амортизаторів, крісло від «Мерседеса» і камери для водія. На шушпанцер витратили близько 100 тисяч доларів. Машину було показано на виставці «Зброя та безпека — 2017».

### Інші
Список українських «штурмпанцерів» на вичерпується наведеними в «Народних панцерниках». Зокрема, відомо про підбірку «Монстрів АТО», опубліковану в Facebook Світланою Нозадзе.

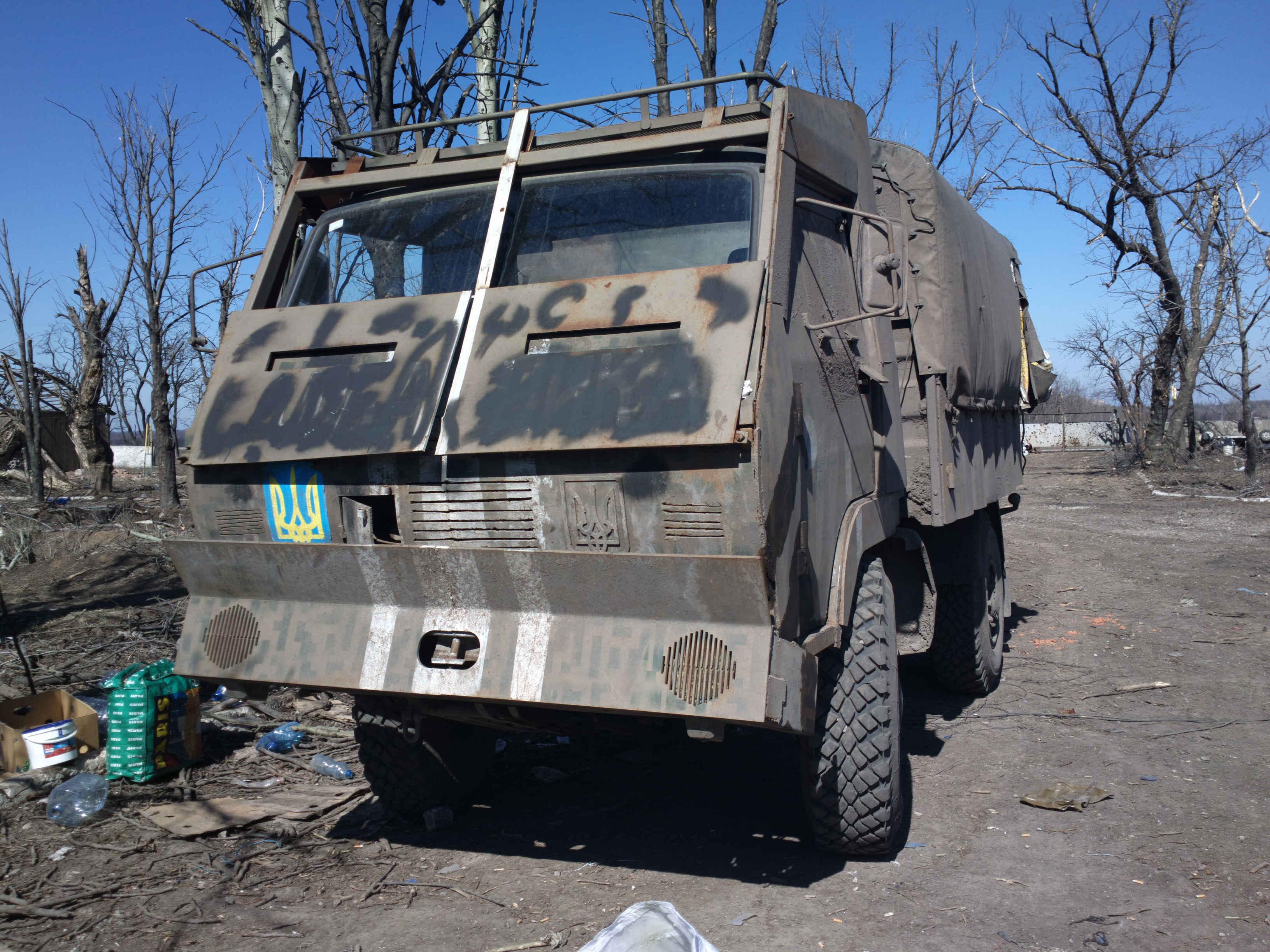
Броньований MAN
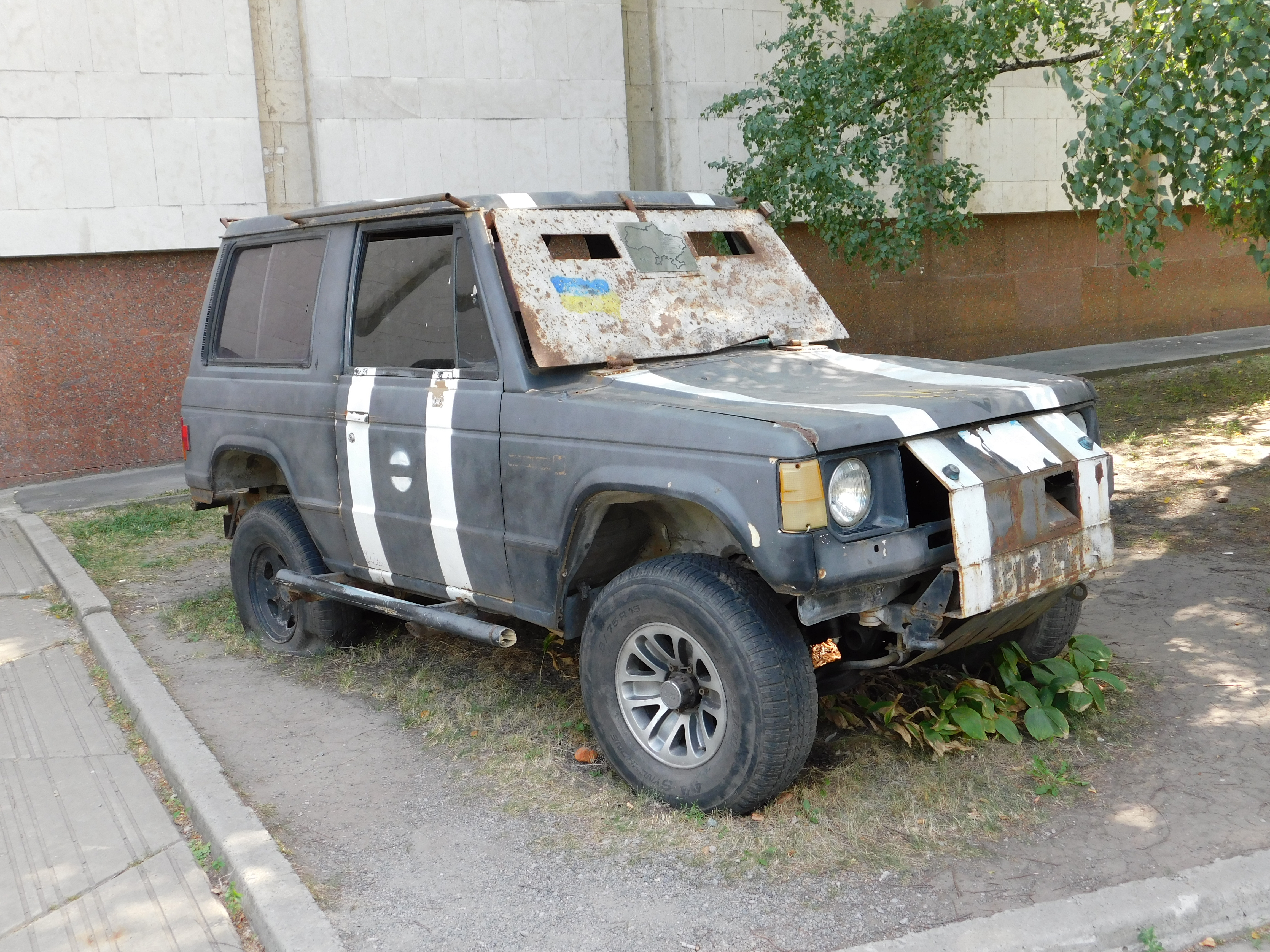
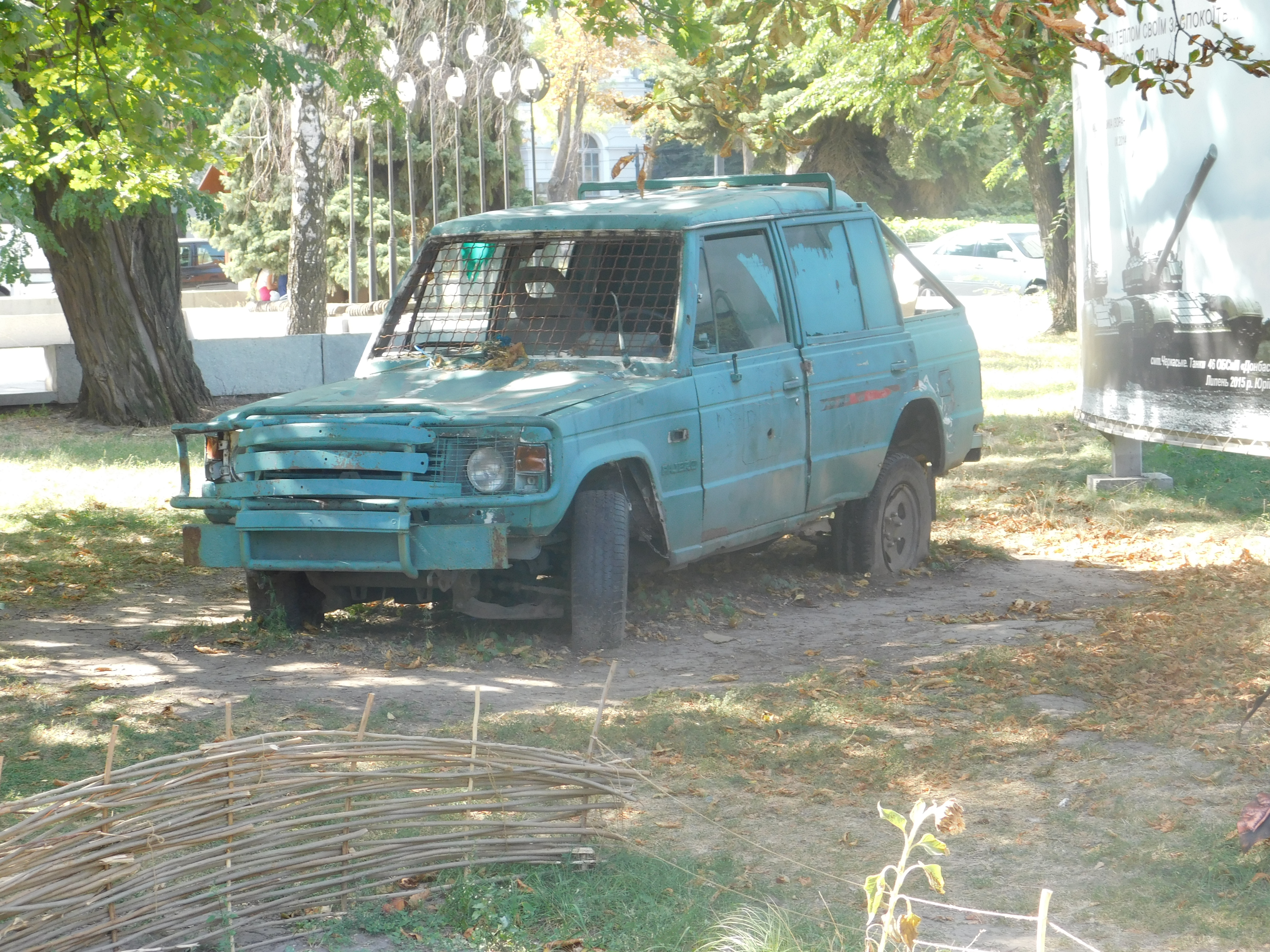
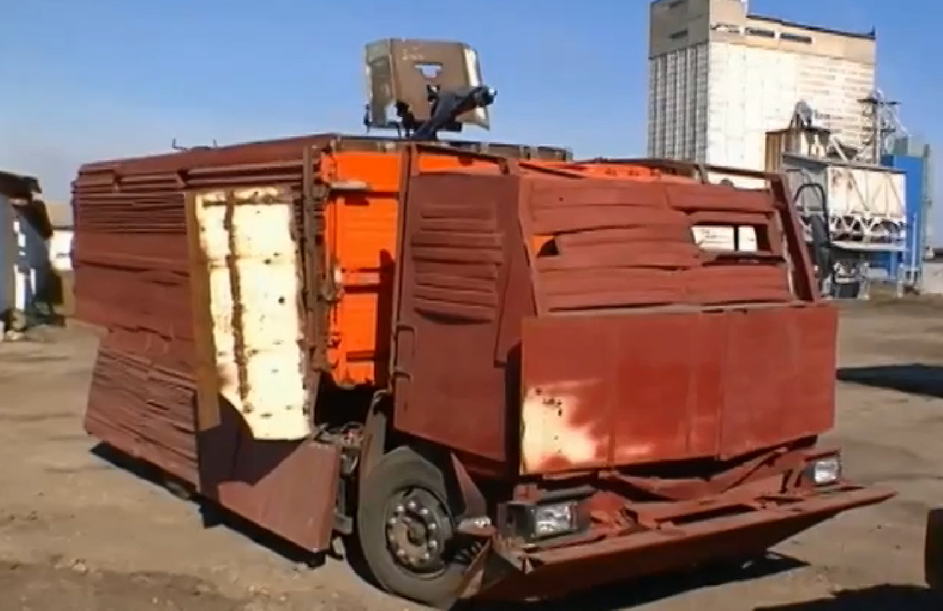
КамАЗ-5320 батальйона «Айдар»
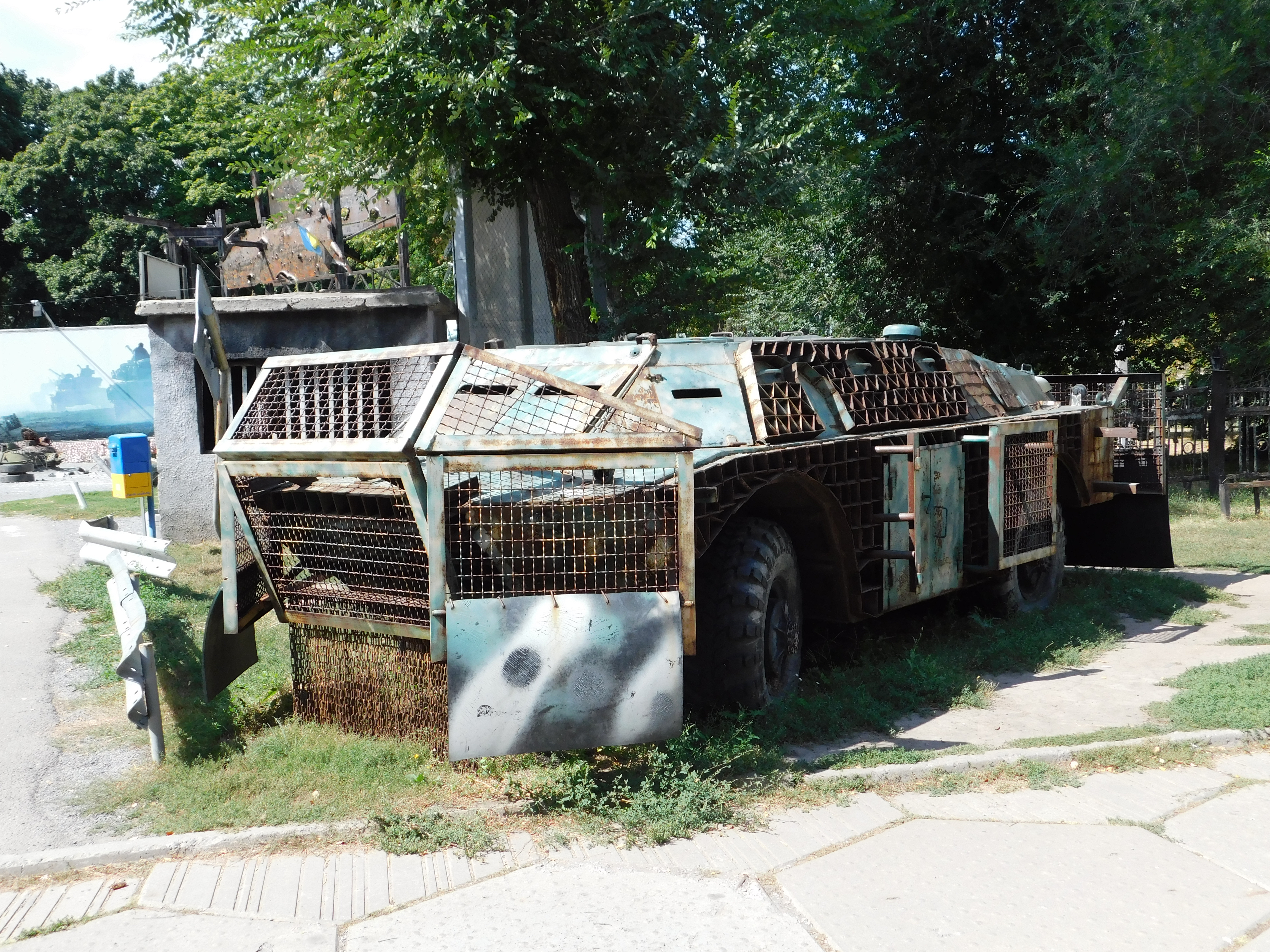
Кустарні протикумулятивні решітки на БРДМ-2
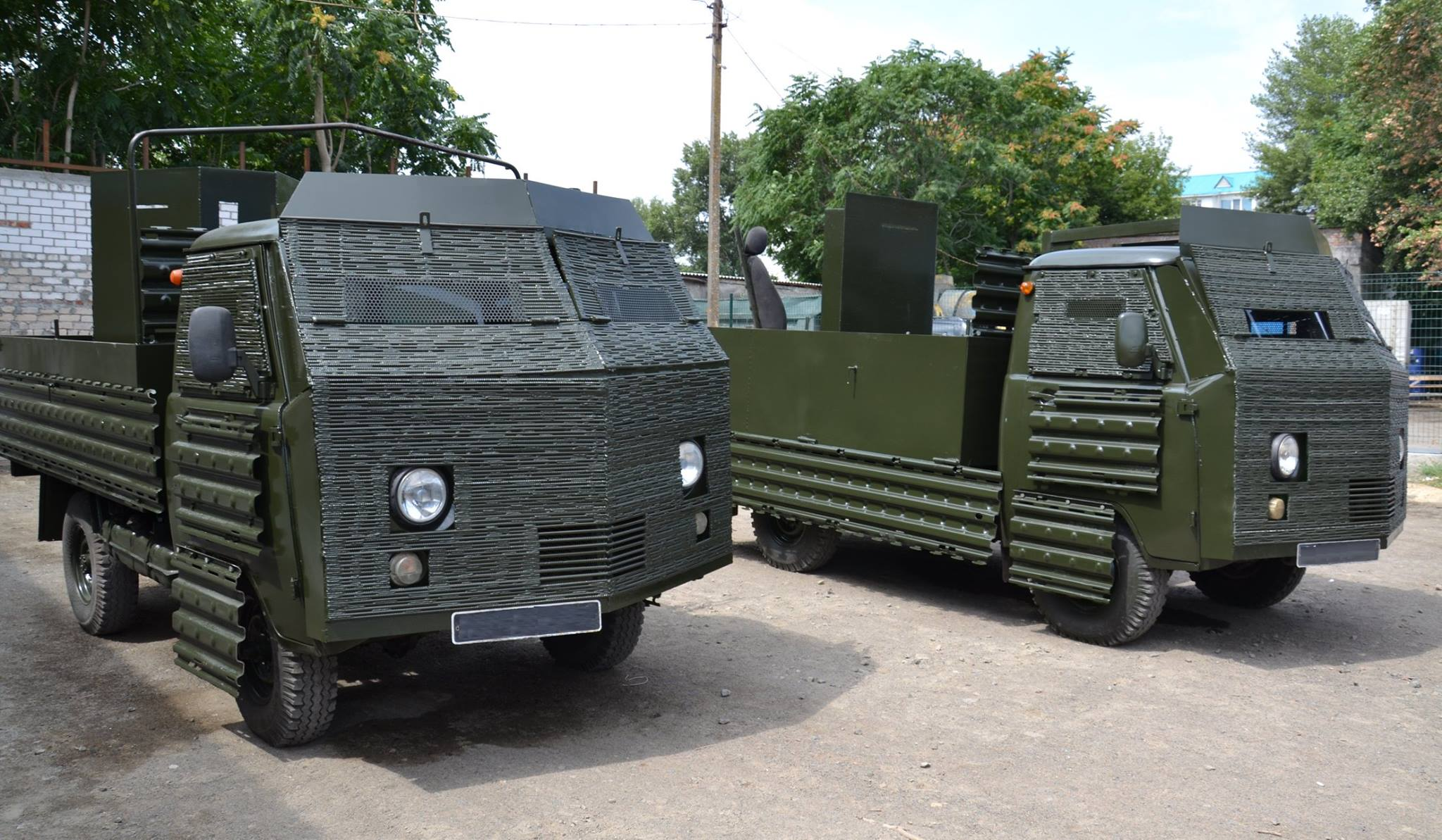
«Черепашки-ніндзя»